# Hessenplan

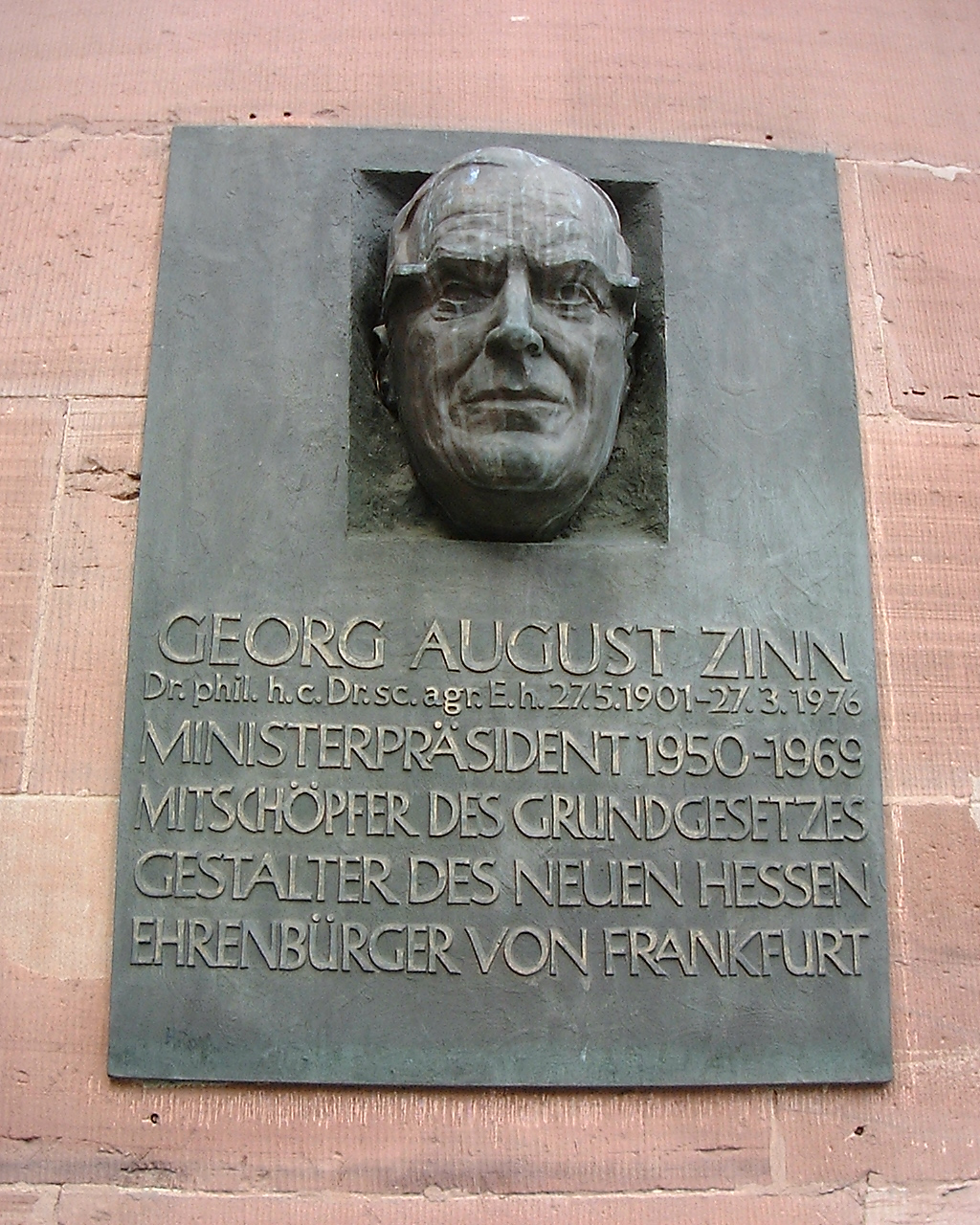
Gedenktafel für den früheren hessischen Ministerpräsidenten Georg-August Zinn an der Frankfurter Paulskirche

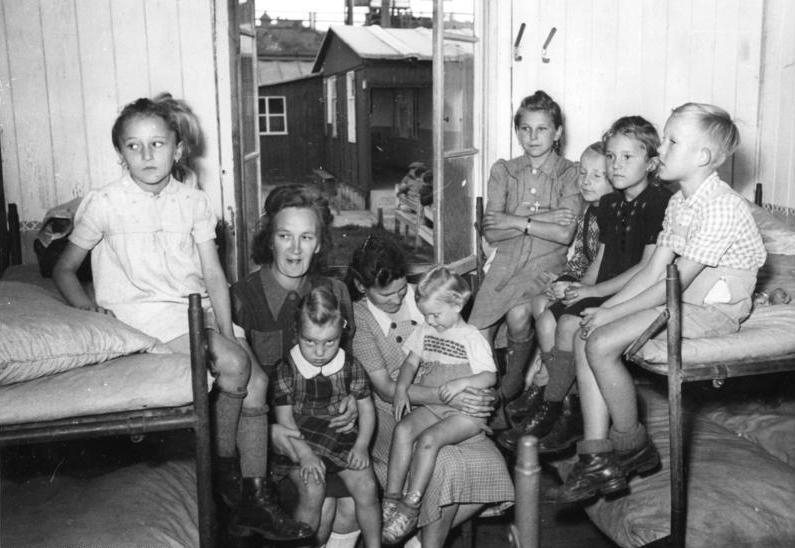
Familie im Durchgangslager Gießen 1950.

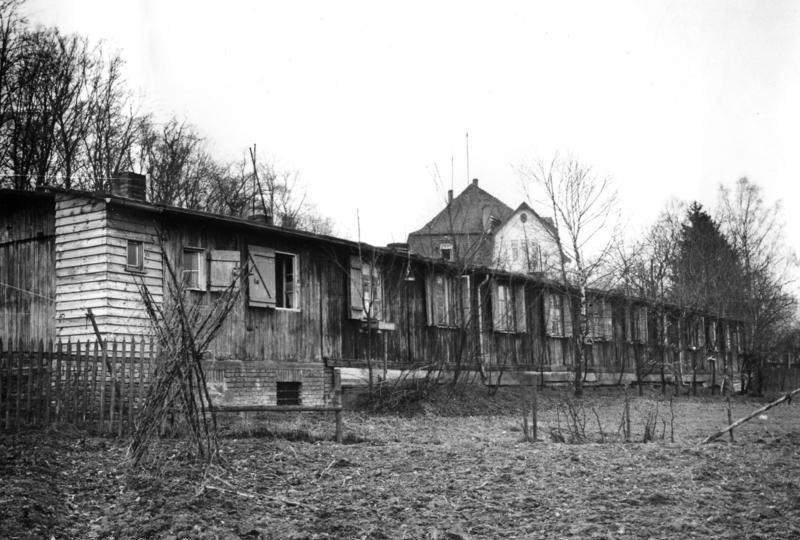
Barackenunterkunft für Flüchtlinge in Niederseelbach/Taunus um 1950.

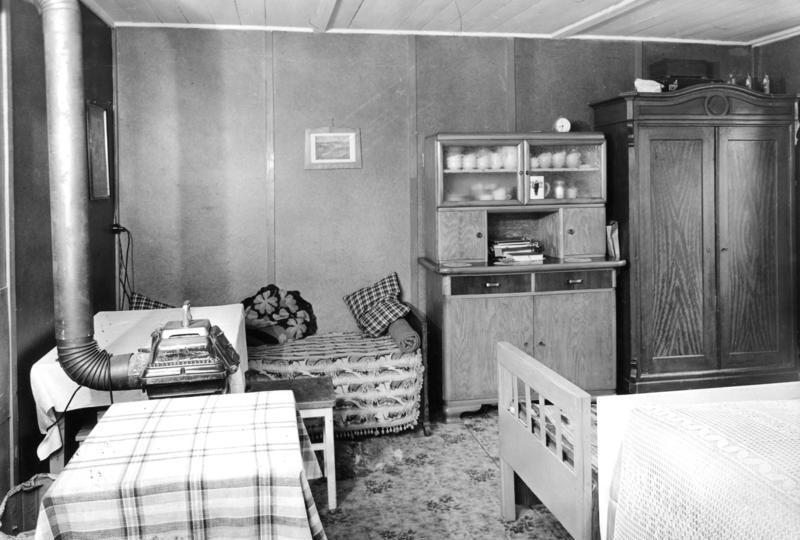
… und im Inneren.

Der Hessenplan war ein von Ministerpräsidenten Georg-August Zinn (SPD) ab 1951 aufgestelltes umfassendes Entwicklungsprogramm für Wohnen, Soziales, Kultur, Bildung, Wirtschaft und Verkehr in Hessen.

## Ausgangslage

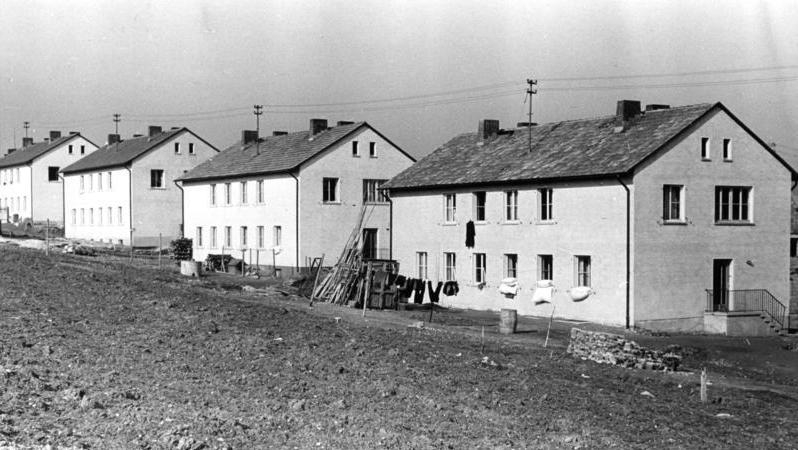
Neuerbaute Flüchtlingssiedlung in Bleidenstadt/Taunus.

Das nach dem Zweiten Weltkrieg von der Amerikanischen Militärregierung 1945 neu geschaffene Land Groß-Hessen – ab 1946 Hessen – stand vor zahlreichen Problemen:
- Verwaltungsmäßige Zusammenschmelzung der Vorgängerstaaten.
- Wiederaufbau der zerstörten Städte und Infrastruktureinrichtungen,
- Integration der zahlreichen Heimatvertriebenen aus den ehemaligen deutschen Ostgebieten und ihre Versorgung mit Wohnraum und Arbeitsplätzen. Bis 1948 bot der ländliche Raum den Flüchtlingen Unterkunft und Nahrung gegen Mitarbeit in der Landwirtschaft, ab der Währungsreform zeichnete sich schnell eine hohe Arbeitslosigkeit auf dem Lande ab, denn viele Bauern zahlten den Flüchtlingen für Hilfsarbeiten keinen korrekten Lohn. Um die Arbeitslosigkeit auf dem Land zu bekämpfen, mussten demnach zusätzliche Arbeitsplätze in der Nähe der Wohnorte der Vertriebenen geschaffen werden, dazu geeigneter Wohnraum. Diese Maßnahme wurde umso dringender, da Hessen im Rahmen der Bundesumsiedlung weitere Vertriebene aus Schleswig-Holstein, Niedersachsen und Bayern aufnehmen sollte, sodass am 1. Oktober 1952 bereits 17,3 % der hessischen Bevölkerung (= 763.100 Personen) aus den ehemaligen deutschen Ostgebieten stammten.
- Auf- und Ausbau der Infrastruktur im ländlichen Raum.

In kaum einem anderen der neu gegründeten Bundesländer war das Gefälle zwischen Stadt und Land damals so groß wie im noch dazu relativ armen Hessen.
Das Vorbild für den Hessenplan war der sogenannte Schlüchtern-Plan von 1949,
quasi als Experiment aufgestellt vom Ständigen Ausschuss für Selbsthilfe, welchem Vertreter von Organisationen wie z. B. Genossenschaften, Gewerkschaften, Sparkassen, Wohnungsämter und Wohlfahrtsverbände angehörten. Es gelang in kurzer Zeit, im Landkreis Schlüchtern 453 Dauerarbeitsplätze und 220 Wohnungen zu schaffen.

## Der Hessenplan von 1951
Die in Zusammenarbeit mit dem Landesplanungsamt und dem Landesarbeitsamt formulierten Planziele, im September 1950 unter dem Titel „Die Grundgedanken des Hessenplans“ vorgestellt, waren:
1. Umsiedlung von rund 100.000 Menschen aus Gebieten mit hoher Arbeitslosigkeit in Gemeinden mit günstigerer Arbeitsmarktlage,
2. Schaffung von 25.000 neuen Arbeitsplätzen für Vertriebene in den strukturschwachen ländlichen Räumen,
3. Errichtung von 3.000 landwirtschaftlichen Siedlerstellen.

Die konkrete Ausformung trug Ministerpräsident Zinn in seiner Regierungserklärung vom 10. Januar 1951 vor.
Organisatorisch baute der Hessenplan auf eine breite Mitarbeit und Eigeninitiative der Gemeinden und der Einwohner auf – Flurbereinigungsverfahren, Ausweisung von Wohnbau- und Gewerbestandorten, niedrige Grundstückspreise und Eigenleistungen im Bausektor sowie auf Neugründung verlorengegangener Gewerbe- und Industriebetriebe aus den Reihen der Flüchtlinge und damit eine Verbesserung der Versorgung aller.
Finanzielle Grundlage für viele Fördermaßnahmen stellten vor allem Maßnahmen des Bundes dar, wie das Soforthilfegesetz (Gesetz zur Milderung sozialer Notstände) von 1949, welches 1953 durch das Bundesvertriebenen- und das Lastenausgleichsgesetz abgelöst wurde.
Unterstützend wirkte, dass im Jahr 1950 ein Bundesplan für die Eingliederung der Heimatvertriebenen entworfen wurde. Der Plan wurde zwar nicht realisiert, doch lieferte er Grunddaten und einen Überblick über in den einzelnen Ländern geplante Maßnahmen.

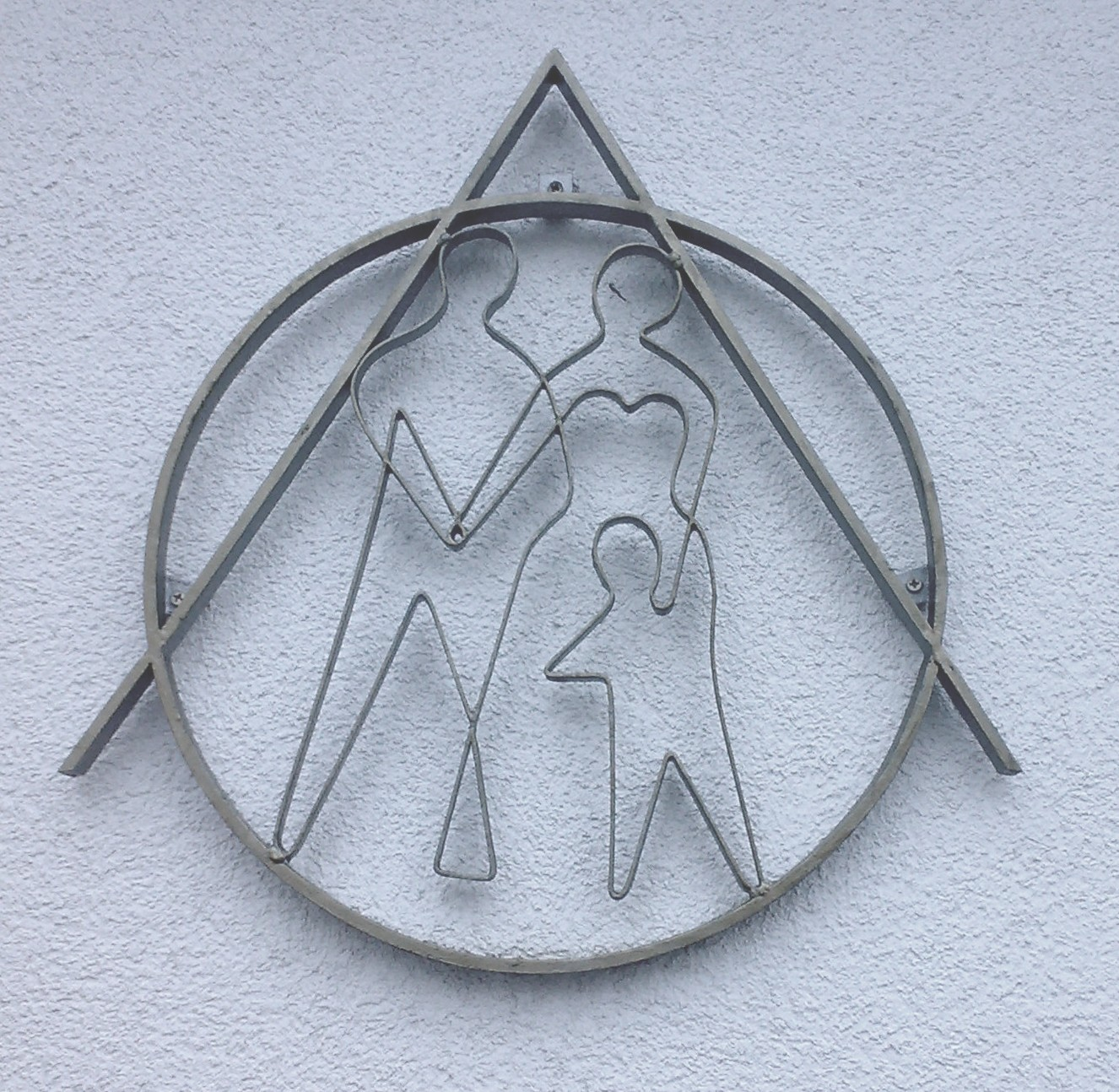
Das Zeichen der über den Hessenplan geförderten Dorfgemeinschaftshäuser und Bürgerhäuser in Hessen.

## Der Große Hessenplan von 1965
Aufgrund des Erfolges des Hessenplans trat am 26. April 1965 als Nachfolger der Große Hessenplan in Kraft. Er setzte den Schwerpunkt auf den Ausbau der Infrastruktur im ländlichen Raum, etwa die Errichtung von Schulneubauten, Sportstätten, Bürgerhäusern, Dorfgemeinschaftshäusern etc.